# 스테레오포니
스테레오포니(ステレオポニー, stereopony)는 일본 오키나와 출신의 여성 3인조 록 밴드이다.

## 멤버
AIMI（アイミ） (본명：原国愛海 | 하라구니아이미)
첫 밴드 : MIXBOX(당시 고등학교 2학년)
현 밴드 : ステレオポニー
담당 : 보컬&기타
생년월일 : 1990년 9월 4일
출신 : 오키나와현 나하시
혈액형 : A형.
신장 : 148cm
학력 : 오키나와 현립 모토부고등학교 졸업
좋아하는 음식 : 음식
싫어하는 음식 : 우롱차
최근 빠져있는 것 : 아이스크림
좋아하는 만화 : 카노우소(カノ嘘) /풀네임(カノジョは嘘を愛しすぎてる)
좋아하는 책 : 삼색 고양이 홈즈(三毛猫ホームズ)
좋아하는 장소 : 별이 보이는 곳
좋아하는 말 : Thank you!(てぃえんきゅう)
좋아하는 휴일을 보내는 법 : 오로지 자는 것
좋아하는 색 : 캔디 레드(キャンディーレッド)
좋아하는 사자성어 : 성삼성성(盛森盛盛)
좋아하는 동물 : 츤데레(ツンデレ), 고양이 혹은 고양이과
장점 : 싫어하는 음식이 없다.
단점 : 완고
S인가? M인가? : 숨겨진 S
이런 타입입니다 : 내버려두면 우울해한다.
특기 : 불타는 것
취미 : 고양이를 스토킹하는 것, 먹는 것
무서운 것 : 월말(月末)
해보고 싶은 것 : 세계일주(世界一周)
최근에 신경쓰이는 연예인 : 모로미자토(諸見里)
입버릇 : AIMI도 먹고 싶~어
잘하는 스포츠 : 도망치기
존경하는 역사인물 : 아인슈타인(アインシュタイン)
가고 싶은 곳 : 코친다(東風平)
자신을 한마디로 하면 : 완고(頑固)
복권에 당첨된다면? : 땅을 사서 스튜디오있는 집을 짓는다.
존경하는 사람은? : にいにい(니이니이) / 풀네임(仲宗根陽(나카소네 히카루))
전생에 뭐였다고 생각함? : 고양이
세계 종말의 날에 당신은 무엇을 하고 있습니까? : 열심히 산다.
어린 시절 되고 싶었던 직업은? : 미용사
휴대폰의 기종은? : 지금은 iPhone only
도시락에 절대적으로 넣어야 하는 것은? : 계란말이
지금부터라도 도전해보고 싶은 것은? : 자동차 면허 취득
지금 가장 갖고 싶은 것은? : 어쿠스틱 기타와 헤드폰
지금 여행으로 가고 싶은 곳은? : 런던
한 달동안 매일 먹고 싶은 것은? : 큰실말
특이사항
잡지「KERA」의 표지에 실린적도 있고, 2010년 6월호에선 모델도 소화함
NOHANA（ノハナ） （본명：北島乃花 | 키타지마노하나）
첫 밴드 : MIXBOX(당시 고등학교 3학년)
현 밴드 : ステレオポニー
담당 : 베이스
생년월일 : 1989년 9월 16일
출신 : 나가사키현 시마바라시
혈액형 : A형.
신장 : 158cm.
학력 : 오키나와 현립 모토부고등학교 졸업
좋아하는 음식 : 삼계탕(サムゲタン)
좋아하는 말 : positive
특기 : 빨리 말하기
취미 : 미끄러지기
좋아하는 사자성어 : 한류영화(韓流映画)
좋아하는 동물 : 토끼
무서운 것 : 자신의 재능(自分の才能)
해보고 싶은 것 : 무도관에서 라이브!!!
최근에 신경쓰이는 연예인 : 모로미자토(諸見里)
존경하는 역사인물 : 하치(ハチ公)
가고 싶은 곳 : 한국(韓国)
자신을 한마디로 하면 : 울트라 소울(ウルトラソウル)
잘하는 스포츠 : 24m 수영장
특이사항홍차에 시럽을 추가할 정도로 단것을 좋아한다.
성격은 매우 긍정.
YUI의「Rain」의 PV에서 베이스를 담당함
SHIHO（シホ） （본명：山入端志保 | 야마노하시호）
첫 밴드 : MIXBOX(당시 고등학교 2학년)
현 밴드 : ステレオポニー
담당 : 드럼
생년월일 : 1990년 10월 18일
출신 : 오키나와현 나하시
혈액형 : 아마도 A형.
신장 : 158cm.
학력 : 오키나와현 나고 시립 오미야중학교 졸업
오키나와 현립 모토부고등학교 졸업
좋아하는 말 : 成せばなる (하면 된다.)
좋아하는 음식 : 양상추(レタス)
좋아하는 사자성어 : 저돌맹진(猪突猛進)
좋아하는 동물 : 타란튤라(タランチュラ)
특기 : 물어보는 척
취미 : 우두커니 서 있기
잘하는 스포츠 : inner muscle(インナーマッスル)
가고싶은 곳 : 북극(北極)
무서운 것 : 엄마
최근에 신경쓰이는 연예인 : 나카가와케(中川家)
해보고 싶은 것 : 카마쿠라 만들기(カマクラ作る) (카마쿠라는 이글루 비슷한 것.)
존경하는 역사인물 : 저번의 헤어 메이크업(前のヘアメイク)
자신을 한마디로 하면 : 야야네쿠라(やや根暗) (선천적으로 성격이 밝지 못한 사람)
특이사항향기 페티쉬즘이 있다.
YUI의「again」의 PV에서 드럼을 담당함
술을 마시는 것을 좋아한다. 라이브후엔 반드시라고 말해도 좋을정도로 마신다.

## 서포트 멤버
MAO（マオ）
담당 : 서포트 기타.
생년월일 : 1992년 7월
출신 : 히로시마현 후쿠야마시
혈액형 : B형
신장 : 163cm
뮤즈 음악원 재학.

## 내력
2007년, 고등학교 진학과 동시에 MIXBOX라는 4인조밴드를 결성하여 활동을 시작. 그 뒤로, 『青少年ミュージックフェスティバル(청소년뮤직페스티벌)』에서 그랑프리(대상)을 받았다.
2008년6월, TOKYO FM의『SCHOOL OF LOCK!』의 비공식 기획「섬광riot」에서, 3차심사 후쿠오카 예선 출전 이후에 멤버 한 명이 탈퇴하여 본선을 사퇴했으나, 얼마 안 있어 출장때문에 후쿠오카에 와있던sony music의 관계자에게 스카우트당한다.

### 메이저 데뷔
2008년11월3일, 제2회레코드신인배틀에서 2위를 한다。
11월5일, 1st싱글「ヒトヒラのハナビラ」를 발표하고, 메이저 데뷔.
11월22일에 열린 라이브『Heart of Mind』으로의 출연을 시작으로, 이후, 이 때부터 각종 라이브・이벤트으로의 출연을 시작한다.
12월25일, 代官山UNIT에서 원맨라이브『ステレオポニー×blogri クリスマススペシャルLIVE』를 개최.

### 2009년
2009년2월11일, 2nd싱글「泪のムコウ」을 발표하고, 2월23일 오리콘 주간 싱글랭킹에서 첫등장 2위를 기록.
3월21일, Austin Convention Center 의 Austin Texas 에서의『SXSW 2009 Music Festival Japan Nite』에 메이저 데뷔 약 4개월로 출연한다.
4월22일、3rd싱글「I do it」을 발표한다.
6월17일, 1st앨범『ハイド.ランジアが咲いている』을 발표하고, 수록곡「青春に、その涙が必要だ!」는 lipton500.net에서 4월28일부터 개시된 short movie『2人の作戦』편의 주제가로 사용된다.。
7월17일 - 8월22일, 첫 라이브투어『A hydrangea blooms2009』을 개최.
8월19일, 4th싱글「スマイライフ」를 발표.
11월4일, 5th싱글「ツキアカリのミチシルベ」를 발표한다.
12월16일, 1stDVD『1st Tour A hydrangea blooms 2009』를 발표.
12월20일에LIQUIDROOM에서 원맨라이브『STEREOPONY LOVERS X'MAS LIVE』를 개최

### 2010년
2010년2월17일, 6th싱글「はんぶんこ」를 발표.
2월18일・20일, 오사카BIG CAT・아카사카BLITZ에서 원맨라이브『ステレオポニー Cherry blossom blooms 2010』를 개최
5월12일, 7th싱글「OVER DRIVE」를 발표한다.
6월9일, 2nd앨범『OVER THE BORDER』를 발표하고, 또 같은날 첫 주최이벤트『SPACE AGEGIRLS [69edition]』를 하라주쿠 아스트로홀에서 개최한다.
6월18일 - 20일, 뉴저지에서 열린 미국에서 최대 애니메이션 콘벤션『AnimeNEXT』에 출연.
7월4일, Shibuya BOXX에서 2nd앨범 구입자를 추첨으로 초대한 스페셜 이벤트를 개최
7월23일, SHIHO의 건초염악화의 연내 완치가 곤란해졌기 때문에, 7월26일부터 8월3일에 걸쳐서 개최예정이었던 라이브 투어『ステレオポニー tour 2010 ”OVER THE BORDER”』의 전공연이 중지된다. 같은날 공식홈페이지에서 전중지공연의 값을 돌려주는 것이 진행되었다. 또, 같은 이유로 8월1일 개최인『GIRL POP FACTORY 10』으로의 출연도 중지된다.
12월8일, 8th싱글『小さな魔法』를 발표.
12월12일, 다이칸야마UNIT에서『STEREOPONY LOVERS X’MAS LIVE vol.2』를 개최

### 2011년
2011년2월26일 - 5월20일, 대밴투어를 개최, 동일본대진재의 영향으로 나가사키, 오이타, 후쿠오카의 공연에서 스테레오포니의 출연이 무산되었다.(다른 출연자로 예정대로 열렸다.)
4월22일 - 24일、아메리카, 보스턴에서 개최되는『Anime Boston』에 출연.
7월30일、Zepp Tokyo에서 열렸던『GIRLS' FACTORY 11』에 출연.
8월10일, 카리유시58와의 콜라보레이션 싱글로서, 9th싱글『たとえば唄えなくなったら』를 "ステレオポニー×かりゆし58"명의로 발표, 또 같은날 발표된『ZONEトリビュート〜君がくれたもの〜』에 참가, 5번째 곡인『証』를 커버하고 있다.
9월28일, 10th싱글『ありがとう』를 발표,『天国からのエール』주제가.
10월16・21・28일, 원맨라이브『秋の夜長はLIVEで乗り切れ～@STEREOPONY-LOVERS.COM』를 개최.
12월7일, 3rd앨범『More!More!!More!!!』를 발표.
12월24일에 Shibuya WWW에서 원맨라이브『STEREOPONY LOVERS X'MAS LIVE vol.3』를 개최.

### 2012년
2012년1월25일, 2월1일, 처음으로 뮤직비디오 수록집『STEREOPONYと申します～未成年編～』,『STEREOPONYと申します～成人編～』를 2주연속으로 발표.
3월20일 - 4월22일, STEREOPONY Live Tour 2012「More!More!!More!!!」를 개최.
4월6일 - 4월12일, 아메리카, 시애틀에서 개최된『Sakura-con 2012』에 출연, 그 후 아메리카에서의 투어『STEREOPONY U.S.TOUR』를 개최.
5월30일, 11th싱글『stand by me』를 발표.
7월21일, 25일, 27일, 2번째 대밴투어『ハンズpresents 「STEREOPONY or Die」』를 개최예정.

## 음반 목록

### 싱글
|      | 발매일     | 타이틀                                                   | 규격    | 규격번호      | 최고순위 |
| ---- | ---------- | -------------------------------------------------------- | ------- | ------------- | -------- |
| 1st  | 2008.11.05 | ヒトヒラのハナビラ                                       | 12 cmCD | SRCL-6876     | 25위     |
| 2nd  | 2009.02.11 | 泪のムコウ                                               | 12cmCD  | SRCL-6946     | 2위      |
| 2nd  | 2009.02.11 | 泪のムコウ                                               | 12cmCD  | SRCL-6947     | 2위      |
| 3rd  | 2009.04.22 | I do it                                                  | CD+DVD  | SRCL-7028〜9  | 13위     |
| 3rd  | 2009.04.22 | I do it                                                  | 12cmCD  | SRCL-7030     | 13위     |
| 4th  | 2009.08.19 | スマイライフ                                             | CD+DVD  | SRCL-7088〜9  | 20위     |
| 4th  | 2009.08.19 | スマイライフ                                             | 12cmCD  | SRCL-7090     | 20위     |
| 5th  | 2009.11.04 | ツキアカリのミチシルベ                                   | CD+DVD  | SRCL-7145〜6  | 8위      |
| 5th  | 2009.11.04 | ツキアカリのミチシルベ                                   | 12cmCD  | SRCL-7147     | 8위      |
| 5th  | 2009.11.04 | ツキアカリのミチシルベ                                   | 12cmCD  | SRCL-7148     | 8위      |
| 6th  | 2010.02.17 | はんぶんこ                                               | CD+DVD  | SRCL-7204〜5  | 21위     |
| 6th  | 2010.02.17 | はんぶんこ                                               | 12cmCD  | SRCL-7206     | 21위     |
| 7th  | 2010.05.12 | OVER DRIVE                                               | CD+DVD  | SRCL-7255〜6  | 28위     |
| 7th  | 2010.05.12 | OVER DRIVE                                               | 12cmCD  | SRCL-7257     | 28위     |
| 8th  | 2010.12.08 | 小さな魔法                                               | CD+DVD  | SRCL-7430〜1  | 23위     |
| 8th  | 2010.12.08 | 小さな魔法                                               | 12cmCD  | SRCL-7432     | 23위     |
| 8th  | 2010.12.08 | 小さな魔法                                               | 12cmCD  | SRCL-7433     | 23위     |
| 9th  | 2011.08.10 | たとえば唄えなくなったら （かりゆし58와의 콜라보레이션） | CD+DVD  | SRCL-7683〜4  | 52위     |
| 9th  | 2011.08.10 | たとえば唄えなくなったら （かりゆし58와의 콜라보레이션） | 12cmCD  | SRCL-7685     | 52위     |
| 10th | 2011.09.28 | ありがとう                                               | CD+DVD  | SRCL-7764～65 | 26위     |
| 10th | 2011.09.28 | ありがとう                                               | CD+DVD  | SRCL-7766～67 | 26위     |
| 10th | 2011.09.28 | ありがとう                                               | 12cmCD  | SRCL-7768     | 26위     |
| 11th | 2012.05.30 | stand by me                                              | CD+DVD  | SRCL-7990～91 | 30위     |
| 11th | 2012.05.30 | stand by me                                              | 12cmCD  | SRCL-7992     | 30위     |
| 11th | 2012.05.30 | stand by me                                              | 12cmCD  | SRCL-7993     | 30위     |

### 앨범
|     | 발매일      | 타이틀                      | 규격   | 규격품번     | 최고순위 |
| --- | ----------- | --------------------------- | ------ | ------------ | -------- |
| 1st | 2009.06.17. | ハイド.ランジアが咲いている | CD+DVD | SRCL-7046〜7 | 7위      |
| 1st | 2009.06.17. | ハイド.ランジアが咲いている | CD     | SRCL-7048    | 7위      |
| 2nd | 2010.06.09  | OVER THE BORDER             | CD+DVD | SRCL-7277〜8 | 12위     |
| 2nd | 2010.06.09  | OVER THE BORDER             | CD     | SRCL-7279    | 12위     |
| 3rd | 2011.12.07  | More!More!More!             | CD+DVD | SRCL-7801~2  | 33위     |
| 3rd | 2011.12.07  | More!More!More!             | CD+DVD | SRCL-7803~4  | 33위     |
| 3rd | 2011.12.07  | More!More!More!             | CD     | SRCL-7805    | 33위     |

## 영상작품
|     | 발매일     | 타이틀                           | 규격 | 규격번호  |
| --- | ---------- | -------------------------------- | ---- | --------- |
| 1st | 2009.12.16 | 1st Tour A hydrangea blooms 2009 | DVD  | SRBL-1417 |
| 2nd | 2012.01.25 | STEREOPONYと申します～未成年編～ | DVD  | SRBL-1512 |
| 3rd | 2012.02.01 | STEREOPONYと申します～成人編～   | DVD  | SRBL-1513 |

### 참가작품
|     | 발매일     | 타이틀                             | 규격 | 규격번호  | 참가곡 |
| --- | ---------- | ---------------------------------- | ---- | --------- | ------ |
| 1st | 2011.08.10 | ZONEトリビュート〜君がくれたもの〜 | CD2  | SRCL-7680 | 証     |
| 1st | 2011.08.10 | ZONEトリビュート〜君がくれたもの〜 | CD   | SRCL-7682 | 証     |

## 타이업
| 노래                     | 타이업                                                                                          | 수록작품                                        |
| ------------------------ | ----------------------------------------------------------------------------------------------- | ----------------------------------------------- |
| ヒトヒラのハナビラ       | 도쿄TV계 애니메이션『BLEACH』17th 엔딩 테마                                                     | ヒトヒラのハナビラ、ハイド.ランジアが咲いている |
| 泪のムコウ               | MBS・TBS계 애니메이션『기동전사건담00』4th 오프닝 테마                                          | 泪のムコウ、ハイド.ランジアが咲いている         |
| 青春に、その涙が必要だ!  | LIPFES short movie「두사람의 작전」편 주제가 lipton「lipton 종이팩500ml」CM송 ｢두사람의 작전｣편 | ハイド.ランジアが咲いている                     |
| スマイライフ             | 쇼치쿠게 영화『얏타맨 신얏타메카 대집합! 장난감 나라에서 대결전이다 코론!』주제가               | スマイライフ、OVER THE BORDER                   |
| ツキアカリのミチシルベ   | TBS계 애니메이션『DARKER THAN BLACK -유성의 쌍둥이-』오프닝 테마                                | ツキアカリのミチシルベ、OVER THE BORDER         |
| Dreamin'                 | 코나미 디지털 엔터테인먼트 닌텐도DS용 게임 소프트「우탓치」CM송                                 | はんぶんこ                                      |
| OVER DRIVE               | 요미우리TV・일본TV계드라마『프로골퍼 하나』주제가                                               | OVER DRIVE、OVER THE BORDER                     |
| 星屑カンテラ             | 야마자키 나비스코 빗츠샌드CM송｢하이킹 여자｣편                                                   | OVER THE BORDER                                 |
| 小さな魔法               | 도쿄TV계 애니메이션『테가미바치 REVERSE』오프닝 테마                                            | 小さな魔法、More!More!More!                     |
| SHOOTING STAR            | HONDA 『죠루노』 Web CM송                                                                       | たとえば唄えなくなったら                        |
| たとえば唄えなくなったら | 치바TV 『happy happy morning hapimo』 엔딩 테마                                                 | たとえば唄えなくなったら、More!More!More!       |
| ありがとう               | 아스믹 에이스 『천국에서의 응원』 주제가                                                        | ありがとう、More!More!More!                     |
| アイ アム ア ヒーロー    | 도쿄TV『포켓몬 스매쉬!』엔딩 테마                                                               | More!More!More!                                 |
| stand by me              | MBS・TBS계 애니메이션『에우레카 세븐AO』엔딩 테마                                               | stand by me                                     |

## 출연

### 라이브
| 2009.07.17 - 08.22   | A hydrangea blooms2009                           | 3도시 4회장                                   |     |             |
| 2011.10.16・21・28   | 秋の夜長はLIVEで乗り切れ～@STEREOPONY-LOVERS.COM | Shibuya WWW、Shangri-La、ell.FITS ALL         |     |             |
| 2012.03.20 - 04.22   | STEREOPONY Live Tour 2012「More!More             | More                                          | !」 | 5도시 5회장 |
| 2012.04.10 - 04.12   | STEREOPONY U.S.TOUR                              | 아메리카 3도시 4회장                          |     |             |
| 대밴 Tour            |                                                  |                                               |     |             |
| 2011.02.26 - 05.20   | ステレオポニーと申します。                       | 12도시 12회장                                 |     |             |
| 2012.07.21・25日・27 | ハンズpresents 「STEREOPONY or Die」             | 사모키타자와 GARDEN、Shangri-La、ell.FITS ALL |     |             |
| 원맨                 |                                                  |                                               |     |             |
| 2009.12.20           | STEREOPONY LOVERS X'MAS LIVE                     | LIQUIDROOM                                    |     |             |
| 2010.02.18・20       | ステレオポニー Cherry blossom blooms 2010        | 오사카 BIG CAT、아카사카 BLITZ                |     |             |
| 2010년12월12일       | STEREOPONY LOVERS X’MAS LIVE vol.2               | 다이킨야마 UNIT                               |     |             |
| 2011년12월24일       | STEREOPONY LOVERS X’MAS LIVE vol.3               | Shibuya WWW                                   |     |             |
| 주최이벤트           |                                                  |                                               |     |             |
| 2010.06.09           | SPACE AGEGIRLS [69edition]                       | 하라주쿠 ASTRO HALL                           |     |             |